# آي سوي
آي سوي مواليد 11 نوفمبر 1996 في ميتكيينا، ميانمار، هو لاعب كرة قدم بورمي يلعب مع نادي يانغون يونايتد في مركز الهجوم.

## المسيرة الاحترافية

### أندية لعب لها
- نادي يانغون يونايتد